# Nissan Almera
Nissan Almera är en personbil i golfklassen från Nissan som tillverkats från 1995. Nissan Almera var en efterträdare till Nissan Sunny och finns som 3- och 5-dörrars halvkombi och sedan. Namnet används för närvarande för flera andra versioner av bilen. På vissa marknader efterträddes den av Nissan Tiida.

## Första generationen 1995-2000
Första generationen började produceras i slutet av 1995 som årsmodell 1996 och var en ersättare till Nissan Sunny. En facelift skedde från 1998 års modell. En sportigare version fanns tillgänglig, GTi.

## Andra generation 2000–2006
I januari 2000 lanserades andra generationen av Almera. Modellen fick nu en mer rundad form och kraftigare karosslinjer. En facelift kom hösten 2002 till 2003 års modell. År 2006 upphörde produktionen av Almera.

## Tredje generationen 2011-
Oktober 2011 lanserade Nissan en modell som fick namnet Almera. Bilen är i grunden en Nissan Latio, men med ett annat modellnamn. 

## Källhänvisningar
1. ↑  Värld, Teknikens. ”Nissan Almera 2,0 GTI | Provkörning”. teknikensvarld.se. https://teknikensvarld.se/provkorning-av-nissan-almera-20-gti-122532/. Läst 29 mars 2019.
2. ↑  ”Almera gör jobbet i det tysta”. HD. https://www.hd.se/2008-04-14/almera-gor-jobbet-i-det-tysta. Läst 29 mars 2019.
3. ↑  ”Begtest: Nissan Almera”. Vi Bilägare. 27 september 2010. http://www.vibilagare.se/test/begbil/begtest-nissan-almera-12421. Läst 29 mars 2019.